# 2-й воздушный флот
2-й воздушный флот (нем. Luftflotte 2) — оперативное объединение военно-воздушных сил нацистской Германии, в годы Второй мировой войны.

## Боевой путь
Образован 1 февраля 1939 года в Брауншвейге.
Участвовал в Французской кампании вермахта, в сражениях битвы за Британию. В 1941 году передислоцирован на восток, с 22 июня осуществлял поддержку действий группы армий «Центр».
15 ноября 1941 года 2-й воздушный флот был размещён в Италии. К началу декабря 1943 года флот состоял из 2-го авиакорпуса и действовал в юго-западной Германии, южной части Франции и Италии.
Расформирован 27 сентября 1944 года. На базе штаба сформирован 10-й воздушный флот.

## Командующие
- генерал авиации Хельмут Фельми (1 февраля 1939 — 12 января 1940)
- генерал-фельдмаршал Альберт Кессельринг (12 января 1940 — 11 июня 1943)
- генерал-фельдмаршал авиации Вольфрам фон Рихтгофен (12 июня 1943 — 27 сентября 1944)

## Начальники штаба
- полковник Хайнц-Хельмут фон Вюлиш (1 февраля 1939 — 30 сентября 1939)
- полковник Йозеф Каммхубер (1 октября 1939 — 19 декабря 1939)
- генерал-майор Вильгельм Шпайдель (19 декабря 1939 — 30 января 1940)
- полковник Герхард Бассенге (30 января 1940 — 31 июля 1940)
- полковник Ганс Зейдеман (5 октября 1940 — 11 августа 1942)
- генерал-майор Пауль Дайхман (25 августа 1942 — 25 июня 1943)
- полковник Торстен Крист (июнь 1943 — сентябрь 1943)
- генерал-лейтенант Эрнст Мюллер (1 октября 1943 — сентябрь 1944)

## Аббревиатуры и сокращения
- FAGr = Fernaufklärungsgruppe = разведывательная группа.
  - Gruppe = авиагруппа.
- JG = Jagdgeschwader = истребительная эскадра.
  - Geschwader = аналог группы в ВВС Великобритании.
- KG = Kampfgeschwader = бомбардировочная эскадра.
- KG zbV = Kampfgeschwader zur besonderen Verwendung = транспортная эскадра, позднее — TG.
- NAGr = Nahaufklärungsgruppe = связная группа.
- NASt = Nahaufklärungsstaffel = связная эскадрилья.
  - Staffel = аналог эскадрильи в ВВС Великобритании.
- NSGr = Nachtschlachtgruppe = группа ночных штурмовиков.
- SAGr = Seeaufklärungsgruppe = группа морской разведки.
- SG = Schlachtgeschwader = штурмовая эскадра.
- TG = Transportgeschwader= транспортная эскадра.